# Daniel-Henry Kahnweiler
Daniel-Henry Kahnweiler (25. června 1884, Mannheim – 11. ledna 1979, Paříž) byl německý obchodník s obrazy, vydavatel a spisovatel. Je spojen s nástupem kubismu v letech 1907–1914.

## Život

### Před první světovou válkou
Narodil se v rodině německého židovského finančníka. Jeho strýc vlastnil zlaté doly v Jižní Africe. Vystudoval gymnázium ve Stuttgartu. Zabýval se hudbou a uvažoval o kariéře dirigenta. Otec jej poslal na zkušenou do Paříže, kde pracoval u burzovního makléře. Ve volném čase intenzivně navštěvoval muzea, galerie a divadla. Spřátelil se s Eugène Reignierem. V letech 1903–1904 zakoupil první grafické listy. V roce 1904 se oženil s Lucií Godon. V roce 1905 odešel do strýcovy firmy v Londýně. Vedle práce i zde hojně navštěvoval galerie a cestoval po Anglii. Na konci roku 1906 mu strýc nabídl místo v jeho dolech v Jižní Africe. Kahnweiler se ale rozhodl stát se obchodníkem s uměním. Strýc mu poskytl částku 1 000 liber (25 000 franků ve zlatě) a dal mu roční lhůtu na to, aby se jeho galerie stala soběstačnou.
Na Salonu nezávislých nakoupil obrazy nebo kresby od Henri Matisse, André Deraina, Maurice de Vlamincka, Kees van Dongena, Paula Signaca, Othona Friesze, Charlese Camoina a Georgese Braqua. S většinou z těchto malířů se osobně seznámil. Kahnweiler se rozhodl obchodovat s obrazy svých vrstevníků. V létě se seznámil s Pablem Picassem a byl jedním z prvních, kdo v jeho ateliéru viděl přelomový obraz Avignonské slečny.
V roce 1908 otevřel svou první galerii ve Vignonově ulici. Zde vystavil i obrazy Georgese Braqua, které byly odmítnuty na Podzimním salonu. Při této příležitosti použil kritik Louis Vauxcelles poprvé pojem kubismus (v hanlivém významu). Galerie neměla žádnou inzerci ani propagaci, informace o ní se šířily pouze ústně. Obrazy ze své sbírky zapůjčoval na výstavy mimo Francii. Byly to výstavy především v Německu, ale též v Rusku, Anglii, USA i jinde. Paradoxně byly tedy kubistické obrazy nejméně známé ve Francii.
Kahnweiler postupně získával smlouvy o výhradním zastupování malířů Deraina, Vlamincka, Braqua, Picassa, Grise, Légera. Získal tedy veškerý zisk v případě úspěchu, ale nesl veškerá rizika, pokud by autor neuspěl. Od začátku systematicky pořizoval fotografie obrazů a soch a spolu s novinovými výstřižky je pořádal do alb. Tato alba mají nenahraditelný význam pro studium dějin počátků kubismu stejně jako jeho bohatá korespondence s malíři.
V roce 1909 začal rovněž vydávat bibliofilie s výtvarným doprovodem svých malířů. Prvním svazkem bylo dílo Guillauma Apollinaira: Zahnívající kouzelník (L'Enchanteur pourrissant) s 32 dřevoryty André Deraina.
Při vypuknutí první světové války byl Kahnweiler právě na dovolené v Bavorsku. Uprchl do Itálie, aby se vyhnul odvodu do německé armády. Koncem roku dostal pozvání svého přítele a zákazníka Hermanna Rupfa, aby se přestěhoval do Švýcarska. Usídlil se v Bernu a věnoval se studiu filozofie a teorie umění a začal psát své teoretické práce. První otištěnou prací byl esej Kubismus, který zásluhou Arpovou vyšel v roce 1916 v časopisu Die Weissen Blätter. Spřátelil se s Hansem Arpem a Tristanem Tzarou.

### Mezi válkami
Po vydání prvních knih o vzniku kubismu (Albert Gleizes a Jean Metzinger: O kubismu (Du cubisme, 1912), Guillaume Apollinaire: Kubističtí malíři (Les Peintres cubistes, 1913) se rozhodl podat vlastní výklad vzniku kubismu. V práci Cesta ke kubismu (Der Weg zum Kubismus, 1920) označuje kubistické obrazy jako určité partitury, které se divák musí naučit číst (podobně, jako se dříve diváci museli "naučit číst" obrazy impresionistické). Výsledné dílo tedy není na plátně, ale vzniká teprve v mysli diváka. Kubismus považoval za produkt doby, což dokládal skutečností, že Picasso i Brague dospěli nezávisle k velice podobným dílům. Na druhou stranu Kahnweiler striktně odmítal jiné moderní proudy, například expresionismus, dadaismus či nefigurativní (abstraktní) umění. Kahnweilerovy názory jsou ale ovlivněny skutečností, že s malíři byl v téměř denním styku (pokud byli mimo Paříž, udržoval s nimi pilnou korespondenci), znal dobře modely i okolnosti vzniku.
Po skončení války navázal kontakt s většinou svých malířů. Do Francie se mohl vrátit až v roce 1919. Obnovil smlouvy s řadou malířů a otevřel novou galerii (Galerie Simon, jméno nesla po Kahnweilerově společníkovi André Simonovi). Pod tímto názvem fungovala až do roku 1940. Kahnweilerova sbírka, která v pořádku přečkala válku, byla jako majetek občana nepřátelského státu zabavena. Později byla prodána ve čtyřech dražbách (květen 1921, listopad 1921, červenec 1922, květen 1923). Kahnweiler se nesměl dražeb zúčastnit a prostřednictvím přátel se mu podařilo získat zpět jen nepatrnou část původní sbírky. V této době byl v tisku osočován nacionalistickými výpady a kubismus byl prohlašován za německý pokus o znečištění francouzského výtvarného umění (např. referát Camilla Mauclaira ).
V roce 1921 začíná opět vydávat bibliofilie. Seznámil se s novými malíři a některé rovněž začal zastupovat (André Masson, Paul Klee, Suzanne Roger a další). Ve třicátých letech je nucen omezit své smlouvy s umělci kvůli hospodářské krizi.
Aby zachránil sbírky (Kahnweiler i jeho společník Simon byli Židé), galerii v roce 1940 odkoupila Kahnweilerova švagrová Louise Leiris, která s Kahnweilerem spolupracovala od roku 1920 a podle níž se pak galerie nazývala Galerie Louise Leiris. Kahnweiler strávil léta druhé světové války spolu s manželkou na venkově v regionu Limousin. Zde se opět věnoval psaní.

### Po druhé světové válce
V říjnu 1944 se Kahnweiler vrací do Paříže. V roce 1945 znovu převzal galerii, ve které pak organizoval výstavy až do své smrti. Publikoval práce, které napsal během války. Nejvýznamnější z nich je monografie o Juanu Grisovi. Začal též bohatou přednáškovou činnost v Evropě i v USA. Od roku 1949 obnovil i vydávání bibliofilií. V roce 1961 vydal paměti Mes galeries et mes peintres.
Daniel-Henry Kahnweiler zemřel v roce 1979 v Paříži ve věku 94 let.

## Daniel-Henry Kahnweiler a Čechy
- Vincenc Kramář v letech 1910–1913 nakupoval u Kahnweilera obrazy, především díla Picassova.
- V roce 1912 zapůjčil Kahnweiler řadu obrazů pro VI. výstavu Skupiny výtvarných umělců v Praze, kterou uspořádali Emil Filla a Vincenc Kramář. Byla to díla Georgese Braqua, André Deraina, Edvarda Muncha, Maxe Pechsteina a Pabla Picassa [4].
- V roce 1964 navštívil Prahu při příležitosti otevření Galerie Vincence Kramáře. Měl zde rovněž přednášku a setkal se s vdovou po Vincenci Kramářovi.
- V témže roce vyšly v českém překladu jeho vzpomínky Mé galerie a moji malíři.
- V roce 1968 vystupoval jako prostředník anonymního dárce, který jako podporovatel pražského jara daroval Národní galerii obrazy Únos Sabinek od Pabla Picassa a Dva milenci v krajině od Fernanda Légera.[5][6] Zřejmě byl i samotným dárcem.[5][7]
- V roce 1972 daroval Národní galerii soubor patnácti Picassových grafik.[6][7]
- V roce 1996 uspořádala Národní galerie v Praze – Sbírka moderního umění rozsáhlou výstavu Daniel-Henry Kahnweiler : jeho galerie, jeho umělci

## Seznam malířů, kteří spolupracovali s D.-H. Kahnweilerem
- André Baudin
- Georges Braque
- André Derain
- Kees van Dongen
- Juan Gris
- Sébastien Hadengue
- Eugène-Nestor de Kermadec
- Paul Klee
- Elie Lascaux
- Henri Laurens
- Fernand Léger
- Manolo Hugué
- André Masson
- Joan Miró
- Pablo Picasso
- Suzanne Roger
- Gaston-Louis Roux
- Maurice de Vlaminck

## Spisy
- Der Weg zum Kubismus, Lipsko, 1920
- Maurice de Vlaminck, Lipsko, 1920
- André Derain, Lipsko, 1920
- Juan Gris, Lipsko, 1929
- Juan Gris, sa vie, son oeuvre, ses écrits, Paříž, 1946
- Les Sculptures de Picasso, Paříž, 1949
- Klee, Paříž, 1950
- Letters of Juan Gris 1913-1927, Londýn, 1956
- Picasso : Keramik, Hannover, 1957
- Confessions ésthetiques, Paříž, 1963
- Der Gegenstand der Ästhetik, Mnichov 1971 (psáno 1915) – nástin historie umění, které vrcholí kubismem.

### Paměti
- Mes galeries et mes peintres, Paříž : Gallimard, 1961

Vedle toho napsal řadu předmluv, článků a interview do novin a časopisů.

### Česky
- Mé galerie a moji malíři : Rozhovory s Francisem Crémieuxem, překlad: Dagmar Hníková-Malá, Praha : SNKLHU, 1964